# Sportovní Klub Slavia Praha 2023-2024
Questa voce raccoglie le informazioni riguardanti lo Sportovní Klub Slavia Praha nelle competizioni ufficiali della stagione 2023-2024.

## Rosa
| N. |                        | Ruolo | Calciatore            |
| -- | ---------------------- | ----- | --------------------- |
| 1  | Rep. Ceca (bandiera)   | P     | Ondřej Kolář          |
| 2  | Gambia (bandiera)      | D     | Sheriff Sinyan        |
| 3  | Rep. Ceca (bandiera)   | D     | Tomáš Holeš           |
| 4  | Rep. Ceca (bandiera)   | D     | David Zima            |
| 5  | Nigeria (bandiera)     | D     | Igoh Ogbu             |
| 6  | Norvegia (bandiera)    | C     | Conrad Wallem         |
| 8  | Rep. Ceca (bandiera)   | C     | Lukáš Masopust        |
| 9  | Nigeria (bandiera)     | C     | Muhamed Tijani        |
| 10 | Norvegia (bandiera)    | C     | Chrīstos Zafeirīs     |
| 11 | Rep. Ceca (bandiera)   | A     | Stanislav Tecl        |
| 12 | Senegal (bandiera)     | D     | El Hadji Malick Diouf |
| 13 | Rep. Ceca (bandiera)   | A     | Mojmír Chytil         |
| 14 | Paesi Bassi (bandiera) | C     | Mick van Buren        |
| 15 | Rep. Ceca (bandiera)   | A     | Václav Jurečka        |
| 17 | Rep. Ceca (bandiera)   | C     | Lukáš Provod          |
| 18 | Rep. Ceca (bandiera)   | D     | Jan Bořil             |

| N. |                        | Ruolo | Calciatore        |
| -- | ---------------------- | ----- | ----------------- |
| 19 | Liberia (bandiera)     | C     | Oscar Dorley      |
| 20 | Rep. Ceca (bandiera)   | C     | David Pech        |
| 21 | Rep. Ceca (bandiera)   | C     | David Douděra     |
| 23 | Rep. Ceca (bandiera)   | C     | Petr Ševčík       |
| 24 | Nigeria (bandiera)     | A     | Bolu Ogungbayi    |
| 26 | Slovacchia (bandiera)  | C     | Ivan Schranz      |
| 27 | Rep. Ceca (bandiera)   | D     | Tomáš Vlček       |
| 28 | Rep. Ceca (bandiera)   | P     | Aleš Mandous      |
| 29 | Slovacchia (bandiera)  | D     | Michal Tomič      |
| 31 | Rep. Ceca (bandiera)   | P     | Jan Sirotnik      |
| 33 | Rep. Ceca (bandiera)   | D     | Ondřej Zmrzlý     |
| 35 | Rep. Ceca (bandiera)   | C     | Matĕj Jurasék     |
| 36 | Rep. Ceca (bandiera)   | P     | Jindřich Staněk   |
|    | Paesi Bassi (bandiera) | C     | Mohamed Ihattaren |
|    | Rep. Ceca (bandiera)   | C     | Lukáš Vorlický    |